# Łużnianka
Łużnianka (Łużnianeczka, Bieśnianka, Zborowianka) – potok przepływający przez powiaty gorlicki i tarnowski w województwie małopolskim. 
Źródła potoku znajdują się w Moszczenicy (gm. Moszczenica). Następnie ciek przepływa przez Łużną, Biesną (gm. Łużna), Sędziszową (gm. Bobowa) i Zborowice (gm. Ciężkowice), gdzie uchodzi do Białej. Należy do zlewiska Morza Bałtyckiego dorzecza Wisły. Potok ma 16,6 km długości, powierzchnia jego zlewni wynosi 56 km².

## Nazwa
Potok nosi różne nazwy: Łużnianka lub Łużnianeczka od źródła do ujścia Szalówki, Bieśnianka w środkowym biegu i Zborowianka od
granicy gmin Ciężkowice i Bobowa do ujścia do Białej.

## Dopływy
Główne dopływy to: Perkówka, Szalówka, Wolski Potok, Potok Bieśniański, Kicunki, Potok Pogwizdowski, Potok Tłoczny, Wesoły, Potok Wiatrowski.

## Ekologia i fauna
W typologii rybackiej Łużnianka należy do krainy pstrąga. W połowach dominuje pstrąg potokowy. Podczas badań potoku w Zborowicach w 2008 nie stwierdzono eutrofizacji.
Potok po większych opadach wylewa doprowadzając do podtopień i powodzi.